# 紀清漪
紀清漪（1904年9月3日—1998年1月11日），筆名路西。直隸獻縣人。民國37年（1948年）在黑龍江省婦女選區當選第一屆立法委員

## 生平[1]
- 黑河第一小學
- 齊齊哈爾第一女子師範
- 北京師範大學預科
- 北京大學政治系
- 北平俄文法政學校教務處文書課課長
- 北平市立第二女子中學教員
- 北大《新東北》半月刊主編，《華北日報》副刊編輯
- 1929年，偶然在《華北日報》總編安懷音處看見「田中秘密奏章」，即與友人連夜刻印，於次日寄往全國各大機關、團體、圖書館、學校。使日本侵略中國的圖謀「田中秘密奏章」昭然於世
- 民國二十一年，開設律師事務所，是北平市第一位女律師
- 北平律師公會常務理事
- 軍委會政治部設計委員
- 國防委員會政治部參事
- 創辦私立新聲女子職業學校
- 制憲國民大會代表
- 民國37年，當選立法委員
- 民國55年，經行政院調查局查明附匪，依法註銷名籍[2]
- 中國社會科學院法學研究所離休幹部、北京市文史研究館館員、民革中央監察委員會委員、政務院政法委員會幹部、法律出版社編輯、北京市五好積極分子、西城區政協委員[3]